# Domínio de Sendai

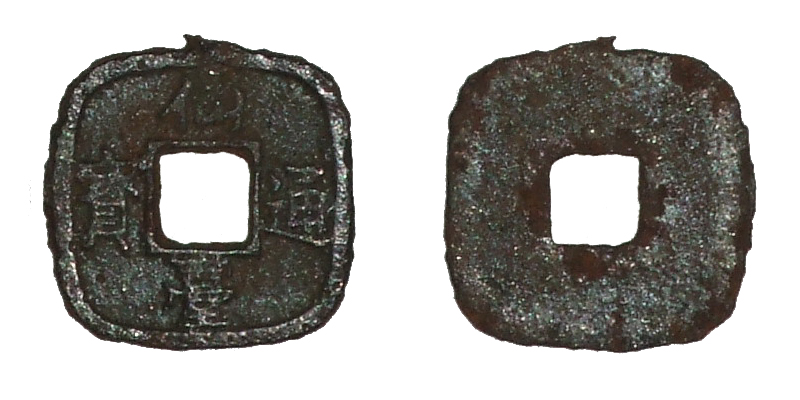
Sendai Tsūhō, moedas provinciais do Sendai-han

Sendai han (仙台藩, Sendai-han) foi um domínio japonês do Período Edo. Muitas de suas posses eram contíguas, cobrindo toda a atual prefeitura de Miyagi, pequenas porções do sul de Iwate e uma porção do nordeste de Fukushima. A capital do domínio e o castelo da família líder se localizavam onde seria a atual cidade de Sendai. Governado durante toda a sua história pelo clã Date, constituiu o maior domínio do norte do Japão, com uma receita oficial de 625000 koku, e um dos maiores domínios no país inteiro, depois do domínio de Satsuma e do domínio de Kaga. Seu jitsudaka, nível real de receita, estaria entre um e dois milhões de koku. Sendai foi o ponto focal do Ouetsu Reppan Domei durante a Guerra Boshin. Diferente do vizinho domínio de Aizu, Sendai sobreviveu quase intacto à guerra, apesar de ter severamente reduzido a receita. Foi desfeito com os demais domínios em 1873.

## Fundação
O domínio de Sendai foi fundado nos últimos anos do século XVI. Quando Date Masamune se apresentou a Toyotomi Hideyoshi, que comandava a Campanha de Odawara, ele recebeu os feudos anteriores das famílias Kasai 葛西 e Ōsaki 大崎, em troca de suas terras hereditárias de Yonezawa 米沢, Aizu 会津 e Sendō 仙道. Com a entrada em seu novo feudo, Masamune tomou como residência o castelo de Iwadeyama e começou a construção do castelo de Sendai.  O nome Sendai à época era escrito 千代, contudo, Masamune alterou para 仙台 ("plataforma do eremita," presumivelmente aludindo ao misticismo chinês). Durante a Batalha de Sekigahara, o clã Date prometera um aumento da receita formal do feudo para um milhão de koku; mas por estarem lutando contra o clã Uesugi pelas suas velhas terras no distrito de Date, isso não aconteceu.
Uma escultura em relevo na base da estátua equestre de Masamune no castelo de Sendai comemora a sua entrada na cidade, que então era uma pequena vila.

## Senhores de Sendai
Segue uma lista dos senhores de Sendai, em ordem cronológica:
- Clã Date 1600 - 1871

1. Date Masamune (1567-1636), r. 1600-1636
2. Date Tadamune (1600-1658), r. 1636-1658
3. Date Tsunamune (1640-1711), r. 1658-1660
4. Date Tsunamura (1659-1719), r. 1660-1703
5. Date Yoshimura (1680-1752), r. 1703-1743
6. Date Munemura (1718-1756), r. 1743-1756
7. Date Shigemura (1742-1796), r. 1756-1790
8. Date Narimura (1775-1796), r. 1790-1796
9. Date Chikamune (1796-1809), r. 1796-1809(1812)
10. Date Narimune (1796-1819), r. 1809(1812)-1819
11. Date Nariyoshi (1798-1828), r. 1819-1827
12. Date Narikuni (1817-1841), r. 1827-1841
13. Date Yoshikuni (1825-1874), r. 1841-1868
14. Date Munemoto (1866-1917), r. 1868-1870
15. Date Muneatsu (1852-1907), r. 1870-1871

## Estrutura política
O domínio de Sendai, como vários outros domínios do país, tinha seu centro político na cidade do castelo (que se tornou a moderna cidade de Sendai). Contudo, alguns servidores tinham suas posses pessoais espalhadas pelo território do domínio, por este ser largamente contíguo. A presença deles provia um nível secundário e mais local de supervisão. Alguns dos maiores servidores de Sendai até mesmo se separaram do domínio principal e fundaram seus próprios territórios. O domínio de Mizusawa foi um breve subdomínio desse tipo. O domínio de Ichinoseki, governado pela família Tamura, foi outro subdomínio, e sobreviveu até o final do Período Edo.

## Níveis dos vassalos e estrutura militar
Havia onze níveis principais em que os servidores do domínio de Sendai eram divididos.
1. Ichimon 一門: relações de sangue com o clã Date. Tinha prestígio, mas nenhum papel político ou administrativo de fato.[2]
2. Ikka 一家: As famílias que desempenhavam as tarefas cotidianas de alto nível do clã Date.
3. Jun ikka 準一家: Famílias que perderam seus líderes ou se tornaram incapazes por disputas internas no clã Date.
4. Ichizoku 一族: Servidores fudai (de longa duração) do clã Date.
5. Shukurō 宿労: Bugyō (magistrados) hereditários.[2]
6. Chakuza 着　座: Servidores que tinham o direito de reportar ao castelo e presentear o senhor com uma espada e estribos para celebrações de ano novo, e em troca receber um copo de saquê do senhor. Esse nível foi criado após a posse de Date Masamune como senhor.
7. Tachi-jō 太刀上: Servidores que tinham o direito de presentear o senhor com uma espada nas festividades de ano novo, e em troca recebiam um copo de saquê do senhor. Foi um nível criado após a posse de Masamune.
8. Meshidashi 召出: Servidores que tinham o direito de aparecer nas festas de ano novo do domínoo. Assim como chakuza e tachi-jō, esse nível foi fundado após a época de Masamune.[2]
9. Heishi 平士 e Ōbanshi 大番士: Corpo principal das forças guerreiras de Sendai, o nivel foi organizado no tempo de Date Masamune e revivido durante o governo do quarto daimyo Tsunamura. Um kumi 組 (unidade) consistia de 360 homens, e o domínio continha 10 dessas unidades, totalizando 3600 homens.
10. Kumi-shi 組士: Os homens abaixo dos heishi e ōbanshi. Lacaios, instrutores do chá, membros de comitivas, entre outros, todos vinham dessa categoria.[2]
11. Sotsu 卒: Soldados de infantaria, lacaios menores e assim por diante.

## Educação
A escola do domino era conhecida como Yōkendō 養賢堂.

## Guerra Boshin
Em 1868, Sendai não tinha forças ativas na Batalha de Toba-Fushimi; entretanto, tinha um gabinete de ligação em Kyoto que se mantinha a par da situação. Foi abordado algumas vezes pelo nascente governo imperial, que pediu para ajudar a subjugar Aizu. Sendai deu alguma cooperação para o novo governo e aceitou seus enviados, sob Kujō Michitaka, naquela primavera. Todavia, Date Yoshikuni, o daimyo de Sendai, se opôs ao tratamento dado a Aizu, dizendo que era como "uma sentença transitada contra alguém sem julgamento." Apesar dos seus esforços em negociar sobre Aizu, Sendai cooperou muito com o governo de Kyoto durante boa parte da primavera de 1868. Isso terminou em maio de 1868, quando os homens de Sendai descobriram que o oficial de Chōshū Sera Shūzō (que acompanhara a delegação imperial) escreveu uma carta caluniosa, indicando o desejo de descrever "todos do norte como inimigos," e de pedir reforços para subjugar toda a região pela força armada.:

Nós não temos soldados sob o comando do Comandante-em-Chefe (imperial)...Sendai e Yonezawa mandaram apelos e provavelmente estão trabalhando com Aizu...portanto deveríamos ir a Kyoto e descrever a situação no norte, vendo todos em Ōu (Mutsu e Dewa) como inimigos...— Sera Shūzō
Naturalmente, os homens de Sendai ficaram furiosos, pois também seriam punidos apesar de sua cooperação. Um grupo desses homens assassinou Sera e formou uma coalizão entre os domínios do norte, com o patrocínio de Sendai. Esta se tornou o Ouetsu Reppan Domei.

## Após Boshin
O domínio de Sendai foi punido pelas suas ações contra o exército imperial na Guerra Boshin, ainda que não tão severamente como Aizu. As posses de Sendai foram reduzidas; também foi feito o centro de operações do novo governo no norte. O castelo de Shiroishi também foi tomado de Sendai e dado ao clã Nanbu, que fora movido do castelo de Morioka.
Junto com os demais, o domínio de Sendai foi abolido em 1873, pela ordem do haihan chiken.